# Edward Palczak
Edward Palczak (ur. 1931, zm. 2013) – polski inżynier mechanik. Absolwent z 1958 Politechniki Wrocławskiej. Od 1996 r. profesor na Wydziale Mechanicznym Politechniki Wrocławskiej. Pogrzeb odbył się 26 września 2013